# 楊傳廣1960年羅馬奧運十項全能銀牌
楊傳廣1960年羅馬奧運十項全能銀牌是台灣首面奧林匹克運動會獎牌，在2025年時獲選為國寶。

## 歷史
楊傳廣是台灣運動員，1960年罗马奥运会時他代表台灣（福爾摩沙）參賽，在男子十項全能中獲得銀牌，是台灣體育史上首位得到奧運獎牌者。彼時台灣陷入外交困境，楊傳廣的榮譽讓台灣產生愛國主義風潮。
該面獎牌在過去由楊傳廣及其家人收藏，2018年時，楊傳廣之子楊世運將該面獎牌贈予國家運動訓練中心。楊世運稱，希望這面獎牌能讓台灣人了解楊傳廣的貢獻。
後國家運動訓練中心希望將獎牌提報文化資產，故在2019年起與國立臺南大學體育運動文物研究中心合作，經歷史調查製成報告後向文化部提報。報告調查期間，臺南大學研究團隊透過文獻爬梳當時台灣外交與體育關係、獎牌設計、和台灣民眾間的聯繫等面向，調查獎牌與台灣文化、歷史的關聯。
提報在2025年3月通過審議，以「符合著名人物、國家重大事件代表性，以及獨一無二不可替代性」為由，以文化資產保存法獲文化部列入國寶。文化部認為，該獎牌背負著台灣國族認同與榮耀，同時也扭轉了當時台灣對於台灣原住民族的污名、刻板印象。

## 外觀
該獎牌以月桂葉構成頸鍊部分，獎牌中則有胜利女神像以及以希臘文寫下的「1960年第十七屆羅馬奧運會」，獎牌下方則刻上義大利語ATLETICA代表田徑。